# Cesseville
Cesseville település Franciaországban, Eure megyében. Lakosainak száma 443 fő (2022. január 1.). Cesseville Crestot, Criquebeuf-la-Campagne, Ecquetot, Iville, Marbeuf és Saint-Aubin-d’Écrosville községekkel határos.

## Népesség
A település népességének változása:
| Lakosok száma | 188  | 252  | 323  | 398  | 460  | 481  | 489  | 459  | 444  | 443  |
|               | 1968 | 1982 | 1990 | 2006 | 2013 | 2015 | 2017 | 2019 | 2020 | 2022 |